# Comuna Ciîjivka, Novohrad-Volînskîi
Ciîjivka (în ucraineană Чижівська сільська рада) este o comună în raionul Novohrad-Volînskîi, regiunea Jîtomîr, Ucraina, formată din satele Ciîjivka (reședința), Verbivka și Vîșkivka.

## Demografie
Componența lingvistică a comunei Ciîjivka
     Ucraineană (96,5%)
     Rusă (3,23%)
     Alte limbi (0,21%)
Conform recensământului din 2001, majoritatea populației comunei Ciîjivka era vorbitoare de ucraineană (96,5%), existând în minoritate și vorbitori de rusă (3,23%).